# Silvio Mello Grand
Silvio Mello Grand (Biella, 3 ottobre 1920 – Milano, 17 novembre 2002) è stato un politico italiano.

## Biografia
Silvio Mello Grand fu un dirigente d'azienda nel settore tessile e un partigiano durante l'epoca fascista. L'11 febbraio del 1960 ricoprì il posto di deputato di Albino Ottavio Stella, morto pochi giorni prima, diventando anche sottosegretario del presidente del consiglio Giuseppe Pella. Dopo il mandato da deputato si trasferì a Milano con sua moglie Mariangela Fiora e i suoi tre figli.